# ستان توماس (لاعب كرة قاعدة)
ستان توماس (بالإنجليزية: Stan Thomas)‏ هو لاعب كرة قاعدة أمريكي، ولد في 11 يوليو 1949 في Rumford, Maine ‏ في الولايات المتحدة.

## وصلات خارجية
- ستان توماس على موقعبيزبول رفرنس.كوم (الدوري الرئيسي) (الإنجليزية)
- ستان توماس على موقعبيزبول رفرنس.كوم (الدوري الثانوي) (الإنجليزية)